# Chiesa del Gesù (Ancona)
La chiesa del Gesù è un luogo di culto cattolico di Ancona, situato di fronte al palazzo degli Anziani, in piazza Benvenuto Stracca, l'antica Piazza del Comune. Il titolo completo è "chiesa del Santissimo Nome di Gesù". È opera di Luigi Vanvitelli.

## Storia
Un primo edificio fu qui costruito nel 1605 per volontà del conte Giovanni Nappi. Nel 1631 venne aggiunto il collegio gesuitico annesso.
L'architetto Luigi Vanvitelli, nella fase di riammodernamento della città voluta da papa Clemente XII, venne chiamato dai Padri gesuiti per metter mano anche a questa chiesa, oltre che al Lazzaretto e all'arco Clementino, tutte opere che si trovano nella zona portuale di Ancona. I lavori iniziarono nel 1733 e vennero terminati nel 1743.

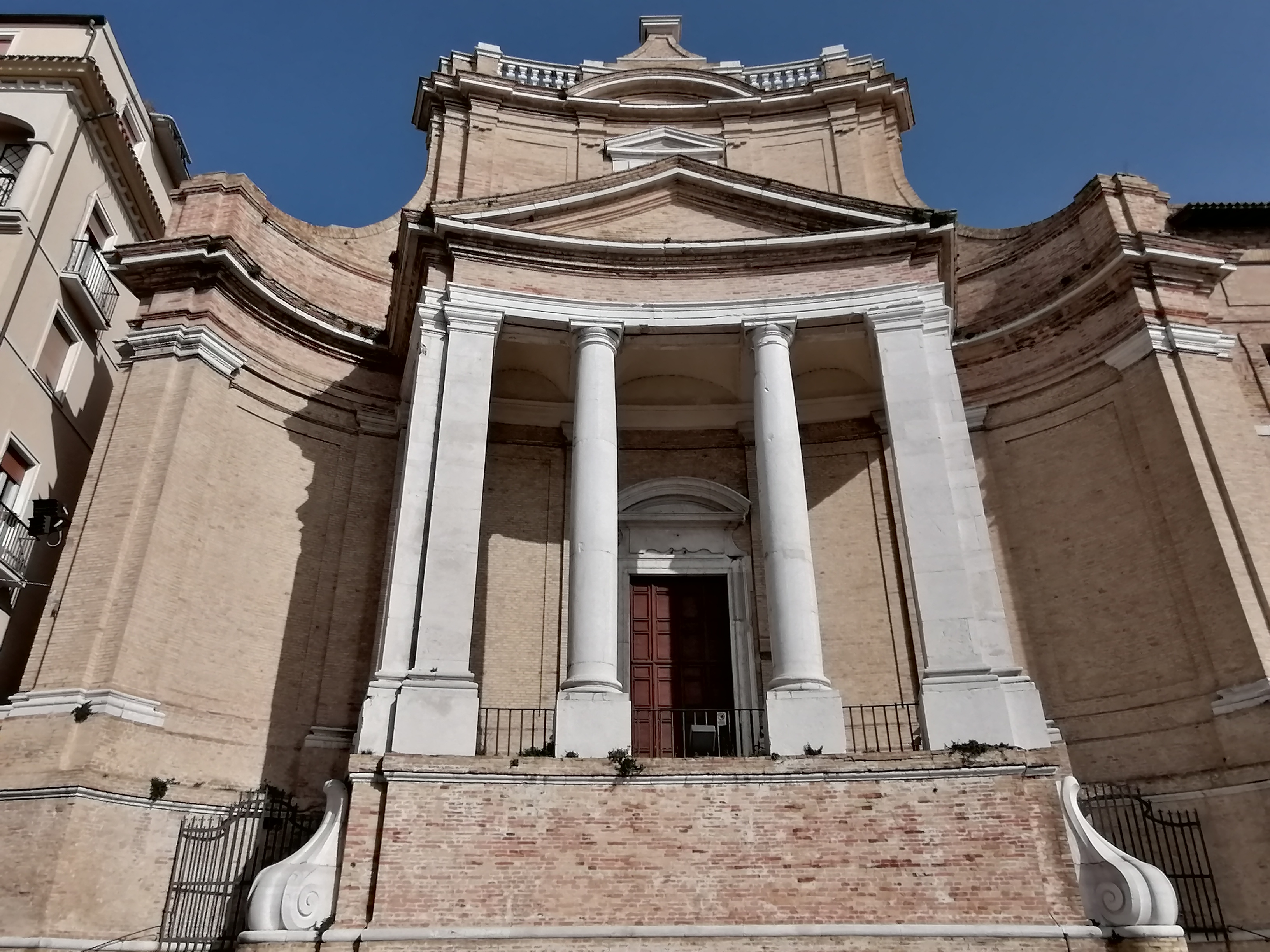
La facciata concava.

Dopo la soppressione dell’Ordine dei Gesuiti, nel 1773, passò prima al Comune poi alla Diocesi che la destinò, insieme all'ex collegio, a sede del Seminario Diocesano. 
Nel 1799, in età napoleonica, la chiesa venne chiusa e il Seminario soppresso; fu restituita alla Diocesi nel 1804, quando che vi ristabilì il Seminario. 
Durante i bombardamenti del 1º novembre 1943 la chiesa fu danneggiata riportando gravi lesioni nel pronao e nei muri perimetrali.
Per molti anni l'edificio è stato chiuso al pubblico e in attesa dell'ultimazione dei restauri interni. Il 1º settembre 2011 è stata di nuovo riaperta nell'ambito delle manifestazioni correlate al XXV Congresso eucaristico nazionale; in tale occasione sono stati riportati in essa i quadri prima custoditi nella pinacoteca comunale dopo il restauro di quelli ancora in situ.
Nel 2017 la Chiesa del Gesù è stato uno dei siti scelti dal FAI per l'organizzazione delle giornate di primavera.

## Descrizione

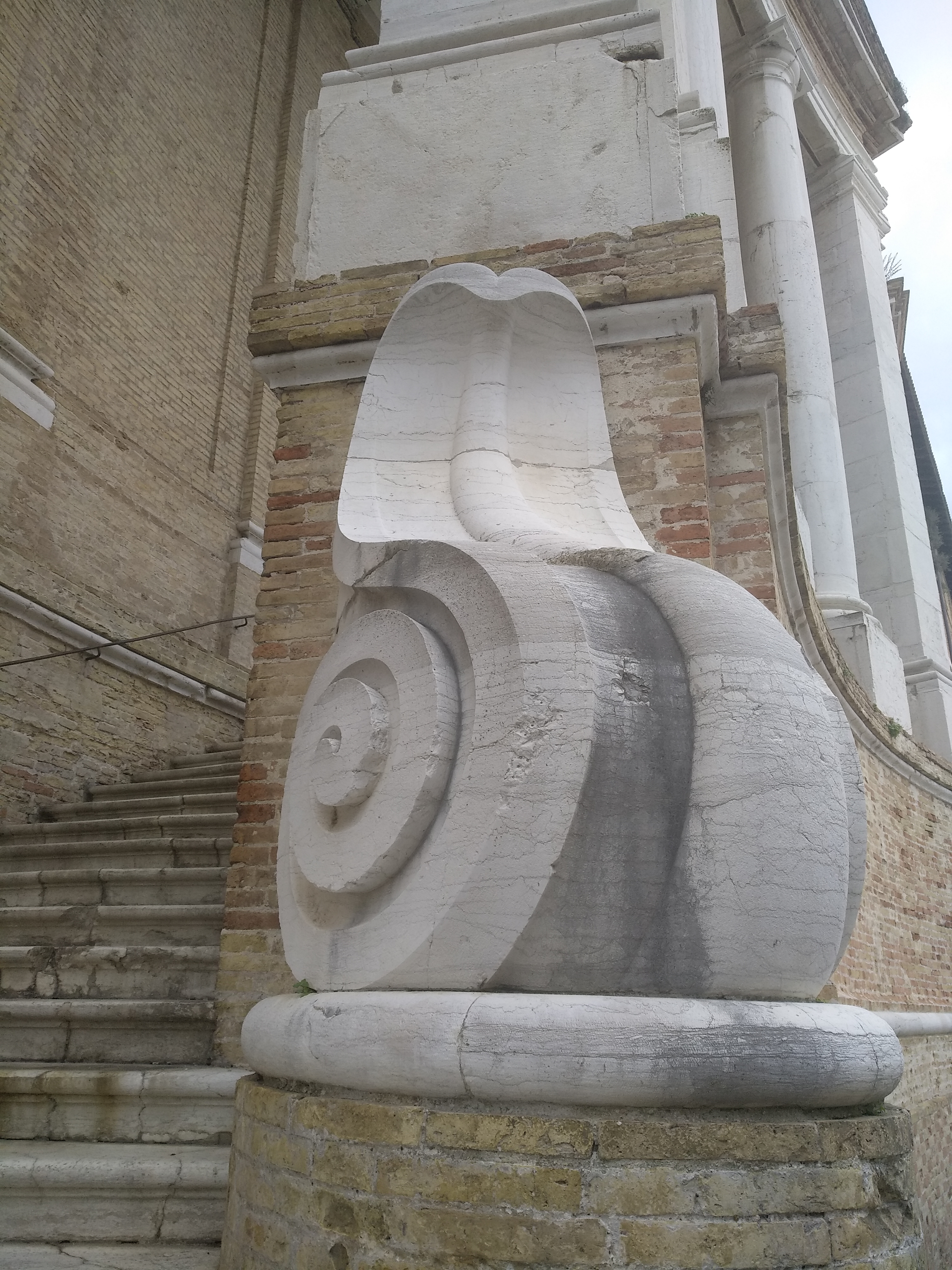
Particolare della facciata con le scale.

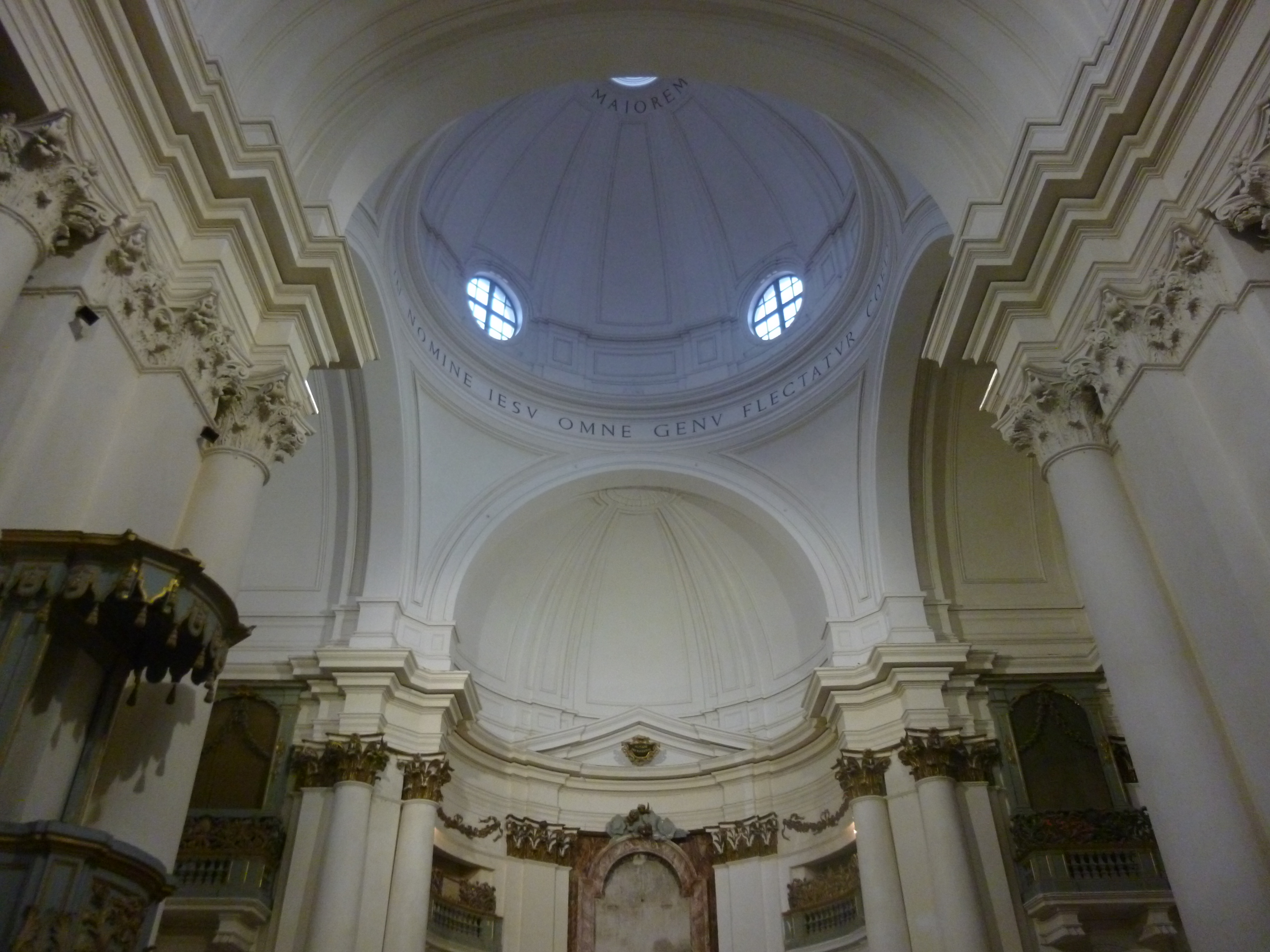
Veduta dell'interno.

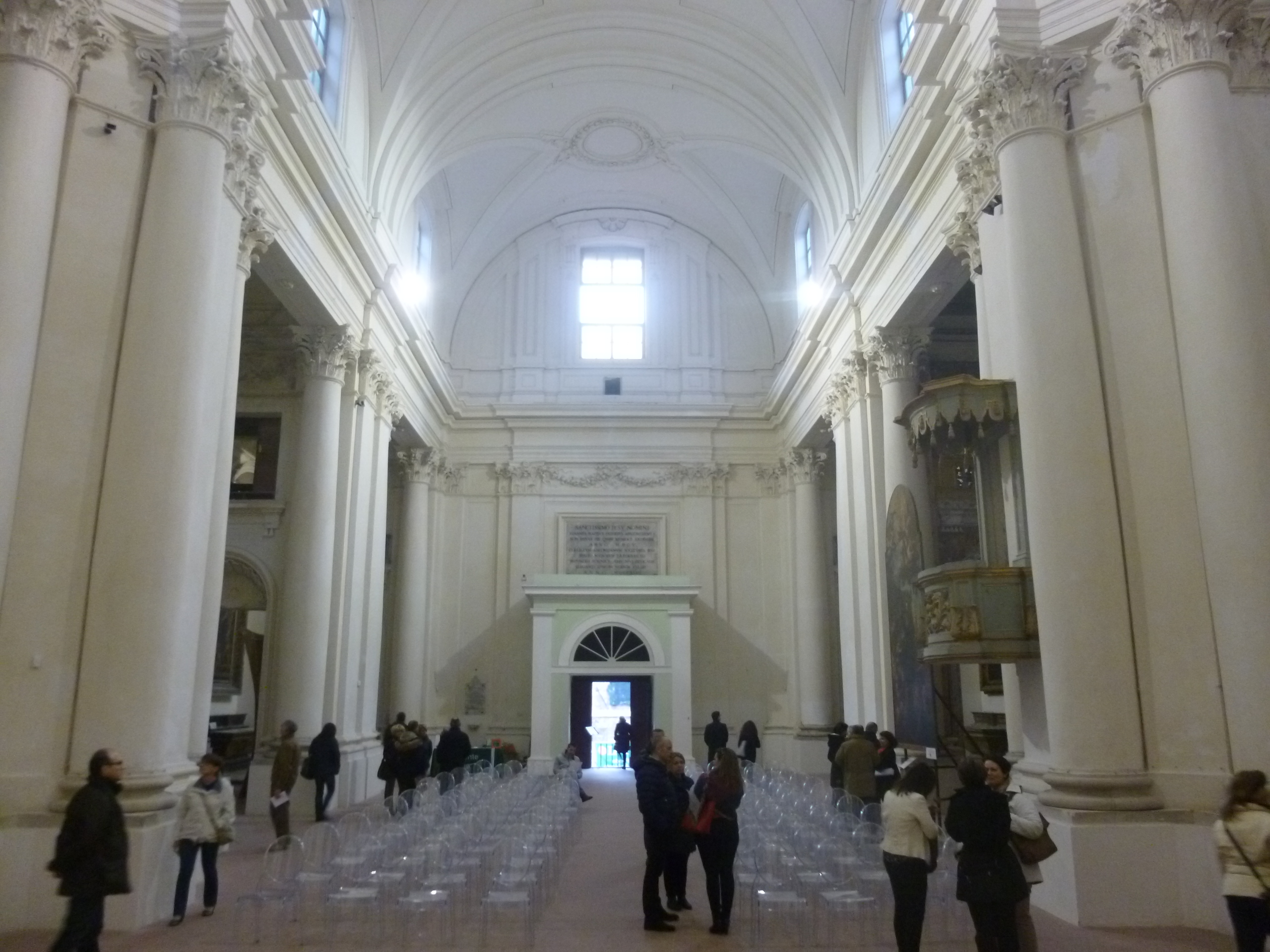
L'interno.

L'entrata della chiesa è collegata alla piazza antistante attraverso due scalee di forma semiellittica; la loro funzione, oltre che ornamentale, è anche quella di coprire in poco spazio l'elevato dislivello fra l'entrata dell'edificio e la strada. L'intera facciata ha una forma concava che riecheggia l'arco dell'insenatura del porto, ai cui estremi Vanvitelli lasciò le altre sue opere maggiori anconitane: a nord l'Arco Clementino e a sud il Lazzaretto.
Di fronte al portale è posto un pronao costituito da due pilastri angolari, due colonne centrali e una trabeazione di ordine dorico, il cui fregio è privo dei triglifi. Il pronao sorregge un timpano triangolare sprovvisto di sculture al suo interno, come d'altronde ne è sprovvisto tutto l'esterno dell'edificio. Al di sopra dell'ingresso è presente un alto attico, la cui parte centrale è coronata da un frontone curvilineo. Sempre nella parte centrale dell'attico si apre un'ampia finestra rettangolare, anch'essa coronata da un frontone, triangolare come quello del pronao. Fino al periodo bellico la facciata era sormontata da sei torce fiammeggianti in terracotta, parte organica del progetto vanvitelliano che conferivano maggior slancio al prospetto, che per motivi oscuri furono successivamente rimosse e non più ripristinate.
L'interno presenta una pianta a croce latina inscritta, con abside semicircolare e cupola, sul tipo della Chiesa del Gesù di Roma, struttura madre dell'Ordine dei Gesuiti. L'unica navata vede l'aprirsi di due cappelle per lato fra i pilastri e le colonne corinzie che reggono la trabeazione. Le cappelle laterali, comunicando tra di loro e con il transetto, formano una sorta di navate laterali, come nella Chiesa di Sant'Ignazio e nella Chiesa del Gesù di Roma.

## Dipinti

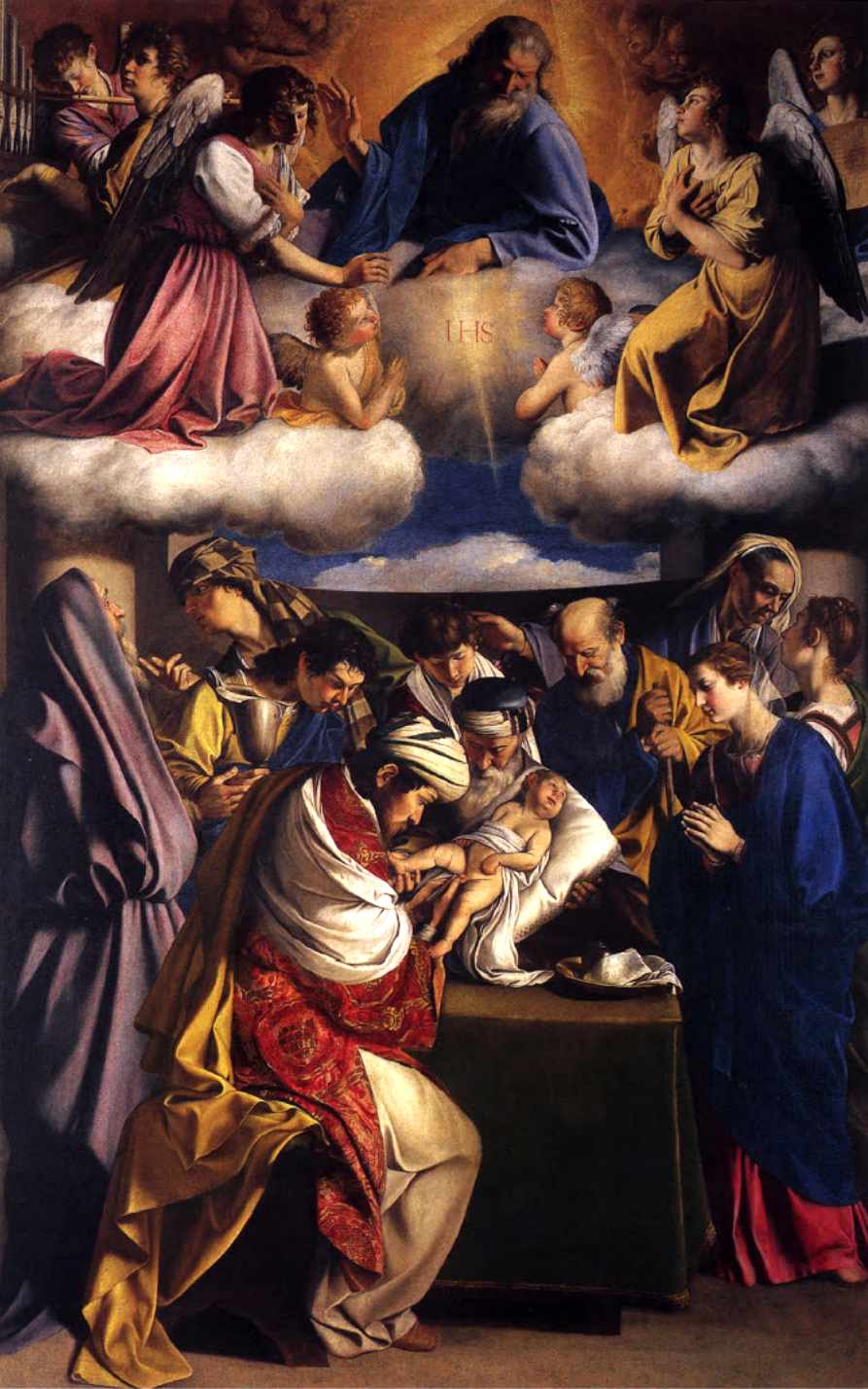
Circoncisione, di Orazio Gentileschi (1605-07)

Nella chiesa sono presenti i seguenti dipinti:
- la Circoncisione di Orazio Gentileschi, il dipinto più notevole dell'edificio sacro posto sull'altare maggiore, fu commissionata da Giovanni Nappi intorno al 1605[4] ed illustra il titolo della chiesa: Gesù ricevette infatti il suo nome in occasione della cerimonia della circoncisione. Il dipinto è articolato in due spazi compositivi: l'inferiore e il superiore. Al centro della parte inferiore della composizione, si trova il Bambin Gesù, circondato dal sacerdote che compie il rito e da altri tre religiosi; sulla sua destra si notano Maria e Giuseppe, con lo sguardo fisso sul Bambino, che ricambia; sullo sfondo, invece, due coppie di personaggi che discutono animatamente. Forse i due più anziani sono la profetessa Anna e Simeone, l'una sul lato destro e l'altro su quello sinistro; la loro presenza ricorderebbe un successivo episodio della vita di Gesù: la presentazione al Tempio, alla quale parteciparono. Nella scena della parte superiore domina la figura di Dio Padre; sono presenti due angeli inginocchiati: quello di sinistra è l'arcangelo Gabriele, che indica con la mano destra il monogramma IHS e che tiene l'altra mano sul cuore; sullo sfondo tre angeli musicanti. Particolare degno di nota è la natura morta a destra del Bambino. Questo dipinto è stato importante anche per la formazione della figlia dell'autore: Artemisia Gentileschi, che diverse volte ne trasse ispirazione[5].

Nella parte superiore del dipinto, a sinistra, si nota una giovane che suona l'organo, il cui sguardo esce dal quadro e colpisce l'osservatore; si tratta di Santa Cecilia. Uno studio del 2019 ha rivelato che il pittore ritrasse nel volto della santa protettrice della musica la figlia quattordicenne Artemisia. Per gli altri personaggi del dipinto fecero da modelli i frequentatori della bottega romana del pittore: un pellegrino siciliano, una lavandaia, un cavadenti, un medico.
- Partenza di San Francesco Saverio per le Indie, di Sebastiano Conca;
- Predica di Sant'Ignazio, attribuita a Pellegrino Tibaldi
- Sant'Antonio Abate, di Filippo Pallavicini (primo altare a sinistra)
- Assunzione, di Michele Gisbel (o Gesbel)

Era presente nella chiesa anche la statua in bronzo di Pietro Paolo Jacometti Madonna col Bambino.